# 워십
워십(Worship music) 또는 경배와 찬양은 찬양, 즉 개신교 음악의 한 분류로서, 이 분류에 속하는 노래들은 하나님을 직접적으로 경배하는 내용을 주로 담고 있으며, 부르기 쉽고, 반복적이며, 비교적 짧은 편이다. 교회나 예배 모임들에서 자주 불리기도 하지만, 개신교인의 일반적인 삶에서도 - 집에서나 일할 때나 대화할 때 - 많이 듣거나 부르기도 한다.

## 설명과 현황
현대적 예배음악의 목적은 사람들과 온 교회가 개인의 경배 경험과 하나님과의 친밀감을 더욱 깊게 느끼는 데에 있다. 개신교인이 하나님과의 관계를 굳게 세우고, 창조주에게 올리는 찬양과 경배를 도우며, 또 하나님께서 그에게 무엇을 행하셨는지 감사하도록 돕는 것이 예배음악의 초점이다.
현대적 예배음악은 때로 경배와 찬양 혹은 "찬양과 경배"라고 불린다.
1990년대 중반까지는 팝음악적인 예배음악이 주류를 이루고 또 악기 편성에서도 키보드가 리드하는 형태를 띠었으나 1990년대 후반 이후로 일렉트릭 기타와 어쿠스틱 기타가 리드해나가는 모던락 (Modern Rock) 스타일의 음악이 젊은 층을 중심으로 주류를 이루게 되어 현재에 이르고 있다.
예수전도단 화요모임이 1970년대부터 꾸준히 현대적인 예배음악의 형태로 이어져 왔었지만, 전국적으로 경배와 찬양의 붐을 일으킨 것은 1987년 하스데반이 이끄는 올네이션스 경배와 찬양이 온누리교회 목요찬양을 시작함이라고 많은 사람들이 보고 있다. 그 뒤, 1990년대 말 CCM의 발전과 함께 현대적 예배음악도 발전하기 시작했으며, 최근 스캇 브래너가 이끄는 다윗의 장막과 천관웅이 이끌다 정신호가 이끄는 디사이플스, 또 예수전도단 화요모임이나 캠퍼스 워십, 그리고 최근에는 마커스워십, 제이어스가 큰 영향을 미치고 있다.
또한, 워십 음반 발매뿐 아니라 대한민국에서 발표되지 않은 워십 음악으로 워십 콘퍼런스도 개최하는데, 대한민국의 대표 워십 음악 콘퍼런스로는 다리놓는사람들에서 '다리놓는사람들 예배인도자 콘퍼런스'를 해마다 개최하고 있으며 다리놓는사람들에서 워십 사역을 위해 독립한 어노인팅과 협력하여 새로운 워십 음악 보급에 힘쓰고 있다.

## 같이 보기
- 찬양